# Српска православна црква у Идвору
Храм Благовести Пресвете Богородице, односно Српска православна црква у Идвору насељеном месту на територији општине Ковачица, подигнута је 1803. године и представља непокретно културно добро као споменик културе.

## Историја
Све до 1736. године село Идвор налазило се на локацији данас познатој као Старо село, пола километра северније од данашњег села. На данашњу локацију село је пресељено 1736, после последње епидемије куге у Европи. Данас се у Старом селу налази зидани крст, спомен-обележје у знак сећања на место где се налазила прва идворска црква. Та прва црква била је дрвена, а по мапама из 1721. године може се наслутити њен изглед. Слична црква саграђена је на месту садашњег храма, који је свој коначни изглед добио 1803. године. 
Садашњи Храм Благовести Пресвете Богородице у Идвору сазидан је 1803. Године 1869. на торњу цркве подигнута је нова грађа, 1838. постављена су три нова звона, а 1852. на торањ је постављен и сат од жутог месинга. Иконостас је подигнут 1871, а од 1876. до 1879. на њему су осликане иконе. Иконописац је био професор Стеван Тодоровић, сликар из Београда. Антиминис је освећен од стране Епископа Мојсија Путника 1799. Године.

## Архитектура цркве
Храм Благовести Пресвете Богородице у Идвору, посвећен је Благовестима, саграђен је као једнобродна грађевина са полукружном апсидом, једноспратним звоником и правоугаоним певничким испустима, са плитким ризалитом на западној фасади и пластичном декорацијом на свим фасадама, у облику гирланде, дентикула, астрагала и капитела са угластим волутама фронтона на звонику и орнаментом у облику драперије испод прозора бочних фасада. Целокупно решење сведочи о остварењу насталом у време прелазне фазе од постбарокних елемената ка наступајућем класицизму у рустифицираној варијанти. 
Иконостас у цркви рад је сликара Стеве Тодоровића, истакнутог портретисте, сликара пејзажа и историјских догађаја који се налазе и на овом иконостасу из 1879. године. За свод иконостаса везан је забатни венац ружа изведен у дуборезу. У певницама се налазе иконе Кападокијских светих отаца, док се у храму на зидовима налазе и четири иконе на плеху на којима су представе српских средњовековних владара. На Богородичином трону је икона Богородице са записом који помиње епископа Стефана Авакумовића, из 1817. године. На архијерејском трону је икона са ликом светог апостола Јакова брата Господњег, несигнирана. Икона Распеће Христово, рад непознатог аутора, сликана уљем на дрвету, а око Распећа су стојеће фигуре ограничене елементом барокне линије. Икона Богородице са Христом, копија лике иконе Богородица Бездинска, рад иконописца орловатског пароха Петра Арсенијевића, сликана уљем на дрвету. На доњем делу иконе је запис са краја 18. века, о ктитору Недељковићу. На постољу путира од сребра су украси од винове лозе и лишћа, на чаши у облику шкољке, који су ливени. На десној страни постоља је запис из 1848. године о ктиторки Екатерини Павковић из Земуна. Путир од позлаћеног сребра на постољу има исковане и урезане украсе - симболе страдања Христових, оивичене стилизованим биљним орнаментом. На чаши су у кружним површинама Арханђел Михаило, Распеће са справама мучења и Благовести. У запису из 1772. године помиње се Петар Михаиловић.